# Refuge d'oiseaux no 1 de l'île Banks
Le refuge d'oiseaux no 1 de l'île Banks (anglais : Banks Island Migratory Bird Sanctuary No. 1) est un refuge d'oiseaux migrateurs du Canada situé sur au sud-ouest de l'île Banks dans les Territoires du Nord-Ouest. Cette aire protégée de 20 200 km2 a pour but de protéger une aire de nidification pour de nombreux oiseaux migrateurs, comme l'oie des neiges, la bernache cravant, l'eider à tête grise, le harelde kakawi, le Cygne siffleur, l'oie de Ross et la grue du Canada. Il a été créé en 1061 et est administré par le Service canadien de la faune.